# Кроаз-о-Боа
Кроаз-о-Боа (фр. Croix-aux-Bois) насеље је и општина у североисточној Француској у региону Шампањ-Арден, у департману Ардени која припада префектури Вузје.
По подацима из 2011. године у општини је живело 122 становника, а густина насељености је износила 21,14 становника/km². Општина се простире на површини од 5,77 km². Налази се на средњој надморској висини од 207 метара.

## Демографија
| 1962. | 1968. | 1975. | 1982. | 1990. | 1999. | 2011. |
| ----- | ----- | ----- | ----- | ----- | ----- | ----- |
| 111   | 141   | 150   | 140   | 159   | 137   | 122   |

График промене броја становника у току последњих година